# بيتر توماس
بيتر توماس (بالإنجليزية: Peter Thomas (announcer))‏ (و. 1924 – 2016 م) هو ممثل صوت من الولايات المتحدة الأمريكية . ولد في بينساكولا، فلوريدا .

## جوائز
حصل على جوائز منها:
- ميدالية النجمة البرونزية
- Purple Heart.

## روابط خارجية
- بيتر توماس على موقع IMDb (الإنجليزية)
- بيتر توماس على موقع قاعدة بيانات الفيلم (الإنجليزية)
- بيتر توماس على موقع كينوبويسك (الروسية)